# To Pimp a Butterfly
"To Pimp a Butterfly" é o terceiro álbum de estúdio do rapper estadunidense Kendrick Lamar. O álbum foi lançado em 15 de março de 2015, pelas editoras discográficas Top Dawg Entertainment, Aftermath Entertainment, e distribuído pela Interscope Records.

## Antecedentes
Kendrick Lamar primeiro revelou planos de lançar um continuação para a sua estreia por uma grande gravadora, Good Kid, M.A.A.D City de 2012, em 28 de fevereiro de 2014, durante uma entrevista à Billboard. Lamar descreveu o álbum, que incorpora elementos de funk, poesia falada e jazz, como "honesto, com medo e sem remorso."
Em uma entrevista à revista Rolling Stone, Kendrick indicou que o título era uma brincadeira com o romance de Harper Lee, To Kill a Mockingbird. Ele foi citado como dizendo: "Basta colocar a palavra" pimp "ao lado de" borboleta "... É uma viagem. Isso é algo que sera uma frase para sempre. Vai ser ensinada em cursos universitários -.. Eu realmente acredito nisso."

## Música e letra
Lamar descreveu o álbum, que incorpora elementos de funk, poesia falada e jazz, como "honesto, com medo e sem remorso.

## Singles
Em 23 de setembro de 2014, Kendrick Lamar lançou a faixa "i" como single para distribuição digital. A canção foi recebida com elogios da crítica musical e foi colocado em numerosas listas de melhores canções do ano. Em 15 de novembro de 2014, Lamar foi um dos convidados no Saturday Night Live, onde performou uma versão estendida de "i", que foi a versão incluída no álbum.
Em 9 de fevereiro de 2015, Lamar lançou o segundo single oficial do álbum, intitulado "The Blacker the Berry".

## Lançamento e promoção
Em 10 de março de 2015 Lamar anunciou seu terceiro álbum, intitulado To Pimp a Butterfly. No mesmo dia, Lamar revelou a capa do álbum, quando ele postou uma foto dele em sua página oficial do Instagram. Depois de uma lista de faixas surgir através da Federação Internacional da Indústria Fonográfica, em 12 de março de 2015 Lamar confirmou lista de faixas do álbum.
Em 15 de Março de 2015, o álbum foi lançado em iTunes oito dias antes de sua data de lançamento agendada. Segundo o CEO da TDE, Anthony Tiffith, a libertação antecipada do álbum não foi intencional, aparentemente causado por um erro da parte do Interscope Records.
No dia seguinte, a opção de comprar o álbum foi retirado do iTunes e a data de lançamento foi revertida para 23 de março. Finalmente, depois de 16 de março de 2015, o álbum foi lançado digitalmente uma semana à frente do cronograma original. A primeira liberação acidental, de curta duração, pode ter sido a razão para a rápida liberação do disco.

## Performance comercial
Sites especializados indicaram que o álbum venderia mais de 325 mil cópias em sua semana de estréia, fazendo o então estrear na primeira posição no Estados Unidos.
To Pimp a Butterfly estreou na liderança das paradas de álbuns da Nova Zelândia, e da Austrália, e no top dez na Holanda, mesmo depois de ter sido lançado no meio da semana de rastreamento de vendas.
No seu país de origem o álbum chegou ao topo da Billboard 200, com 363 mil copias vendidas na semana de estréia, superando as previsões feitas pelos especialistas. Até 18 de Dezembro de 2015, o álbum vendeu mais de 750,000 copias no Estados Unidos.

## Recepção da crítica
| Críticas profissionais | Críticas profissionais |
| Pontuações agregadas   | Pontuações agregadas   |
| Fonte                  | Avaliação              |
| ---------------------- | ---------------------- |
| Metacritic             | 96/100                 |
| Avaliações da crítica  |                        |
| Fonte                  | Avaliação              |
| The A.V. Club          | A–                     |
| Billboard              | [ 22 ]                 |
| Chicago Tribune        | [ 23 ]                 |
| Complex                | [ 24 ]                 |
| The Guardian           | [ 25 ]                 |
| HipHopDX               | [ 26 ]                 |
| New York Daily News    | [ 27 ]                 |
| NME                    | 8/10                   |
| PopMatters             | [ 29 ]                 |
| AllMusic               | [ 30 ]                 |

Apos seu lançamento, To Pimp a Butterfly foi aclamado pela crítica profissional. O site especializado em crítica musical e cinematográfica Metacritic avaliou o disco com 96 pontos em 100 possíveis, que dentro dos padrões do álbum é considerado "aclamação universal", analise feita por vinte e um críticos. O álbum foi o álbum maior pontuação do ano no Metacritic, tanto em termos de metascore e pontuação do usuário, além do álbum de hip hop com maior pontuação de todos os tempos. Dessa maneira, a pontuação do disco ultrapassou a do Stankonia do OutKast como o álbum de rap melhor classificado em todo o site e está empatado na oitava posição dos álbuns mais bem avaliados do síte.

## Faixas
| To Pimp a Butterfly — Edição padrão |                                                                | |                                                         |         |  |
| N.º                                 | Título                                                         | Compositor(es) | sim                                                     | Duração |  |
| 1.                                  | "Wesley's Theory" (com George Clinton & Thundercat)            | Kendrick Lamar Duckworth, George Clinton, Steven Ellison, Ronald Colson, Stephen Bruner, Boris Gardiner                               | Flying Lotus Ronald "Flippa" Colson Sounwave Thundercat | 4:47    |  |
| 2.                                  | "For Free? (Interlude)"                                        | K. Duckworth, Terrace Martin, R. McKinney                                                                                             | Terrace Martin                                          | 2:10    |  |
| 3.                                  | "King Kunta"                                                   | K. Duckworth, S. Bruner, Johnny Burns, Michael Jackson, Ahmad Lewis, Stefan Gordy                                                     | Sounwave Terrace Martin                                 | 3:54    |  |
| 4.                                  | "Institutionalized" (com Bilal, Anna Wise & Snoop Dogg)        | K. Duckworth, Columbus Smith, Fredrik Halldin, Sam Barsh                                                                              | Rahki Tommy Black                                       | 4:31    |  |
| 5.                                  | "These Walls"                                                  | K. Duckworth, T. Martin, Larrance Dopson, James Fauntleroy, R. McKinney                                                               | Terrace Martin Larrance Dopson Sounwave                 | 5:00    |  |
| 6.                                  | "u"                                                            | K. Duckworth, Taz Arnold, Michael Brown                                                                                               | Taz Arnold AKA Ti$A Whoarei Sounwave                    | 4:28    |  |
| 7.                                  | "Alright"                                                      | K. Duckworth, Pharrell Williams, Mark Spears                                                                                          | Pharrell Williams Sounwave                              | 3:39    |  |
| 8.                                  | "For Sale?"                                                    | K. Duckworth, T. Arnold | Taz Arnold AKA Ti$A Sounwave Terrace Martin             | 4:51    |  |
| 9.                                  | "Momma"                                                        | K. Duckworth, Glen Boothe, T. Arnold, Sylvester Stewart, Lalah Hathaway, Rahsaan Patterson, Rex Rideout                               | Knxwledge Taz Arnold AKA Ti$A                           | 4:43    |  |
| 10.                                 | "Hood Politics"                                                | K. Duckworth, Donte Perkins, M. Spears, S. Bruner, Sufjan Stevens                                                                     | Tae Beast Sounwave Thundercat                           | 4:52    |  |
| 11.                                 | "How Much a Dollar Cost" (com James Fauntleroy & Ronald Isley) | K. Duckworth, T. Martin, Josef Leimberg, R. McKinney, J. Fauntleroy, Ronald Isley                                                     | LoveDragon                                              | 4:21    |  |
| 12.                                 | "Complexion (A Zulu Love)" (com Rapsody)                       | K. Duckworth, S. Bruner, M. Spears, Marlanna Evans                                                                                    | Thundercat Sounwave Terrace Martin Antydote             | 4:23    |  |
| 13.                                 | "The Blacker the Berry"                                        | K. Duckworth, Matthew Jehu Samuels, Stephen Kozmeniuk, K. Lewis, Brent Kolatalo, Jefferey Campbell, Alexander Izquierdo, Zale Epstein | Boi-1da KOZ Terrace Martin [a] Katalyst [b]             | 5:28    |  |
| 14.                                 | "You Ain't Gotta Lie (Momma Said)"                             | K. Duckworth, T. Martin, R. McKinney, J. Leimberg, M. Spears                                                                          | LoveDragon                                              | 4:01    |  |
| 15.                                 | "i"                                                            | K. Duckworth, Columbus Smith, R. Isley, O'Kelly Isley, Ernie Isley, Marvin Isley, Rudolph Isley, Christopher Jasper                   | Rahki                                                   | 5:36    |  |
| 16.                                 | "Mortal Man"                                                   | K. Duckworth, M. Spears, S. Bruner, Fela Anikulapo                                                                                    | Sounwave                                                | 12:17   |  |
| Duração total:                      | Duração total:                                                 | Duração total: | Duração total:                                          | 78:51   |  |

## Desempenho nas paradas
| Paradas (2015)                                    | Melhor posição |
| ------------------------------------------------- | -------------- |
| Alemanha (Offizielle Deutsche Charts)             | 7              |
| Austrália (ARIA)                                  | 1              |
| Áustria (Ö3 Austria Top 40)                       | 17             |
| Estados Unidos (Billboard 200)                    | 1              |
| Estados Unidos (Billboard Top R&B/Hip Hop Albums) | 1              |
| Estados Unidos (Billboard Rap Albums)             | 1              |
| Finlândia (Suomen virallinen lista)               | 41             |
| Irlanda (IRMA)                                    | 10             |
| Nova Zelândia (RMNZ)                              | 1              |
| Países Baixos (Dutch Charts)                      | 9              |
| Reino Unido (Official Albums Chart)               | 1              |
| Reino Unido (UK R&B Albums Chart)                 | 1              |
| Suécia (Sverigetopplistan)                        | 29             |
| Suíça (Schweizer Hitparade)                       | 3              |

| Paradas (2015)                                    | Melhor posição |
| ------------------------------------------------- | -------------- |
| Austrália (ARIA)                                  | 23             |
| Canadá (Canadian Albums)                          | 23             |
| Estados Unidos (Billboard 200)                    | 16             |
| Estados Unidos (Billboard Top R&B/Hip-Hop Albums) | 3              |
| Nova Zelândia (RMNZ)                              | 27             |

## Certificações
| País                  | Certificação |
| --------------------- | ------------ |
| Austrália (ARIA)      | Ouro         |
| Estados Unidos (RIAA) | Platina      |
| Reino Unido (BPI)     | Ouro         |